# Mniszkowa

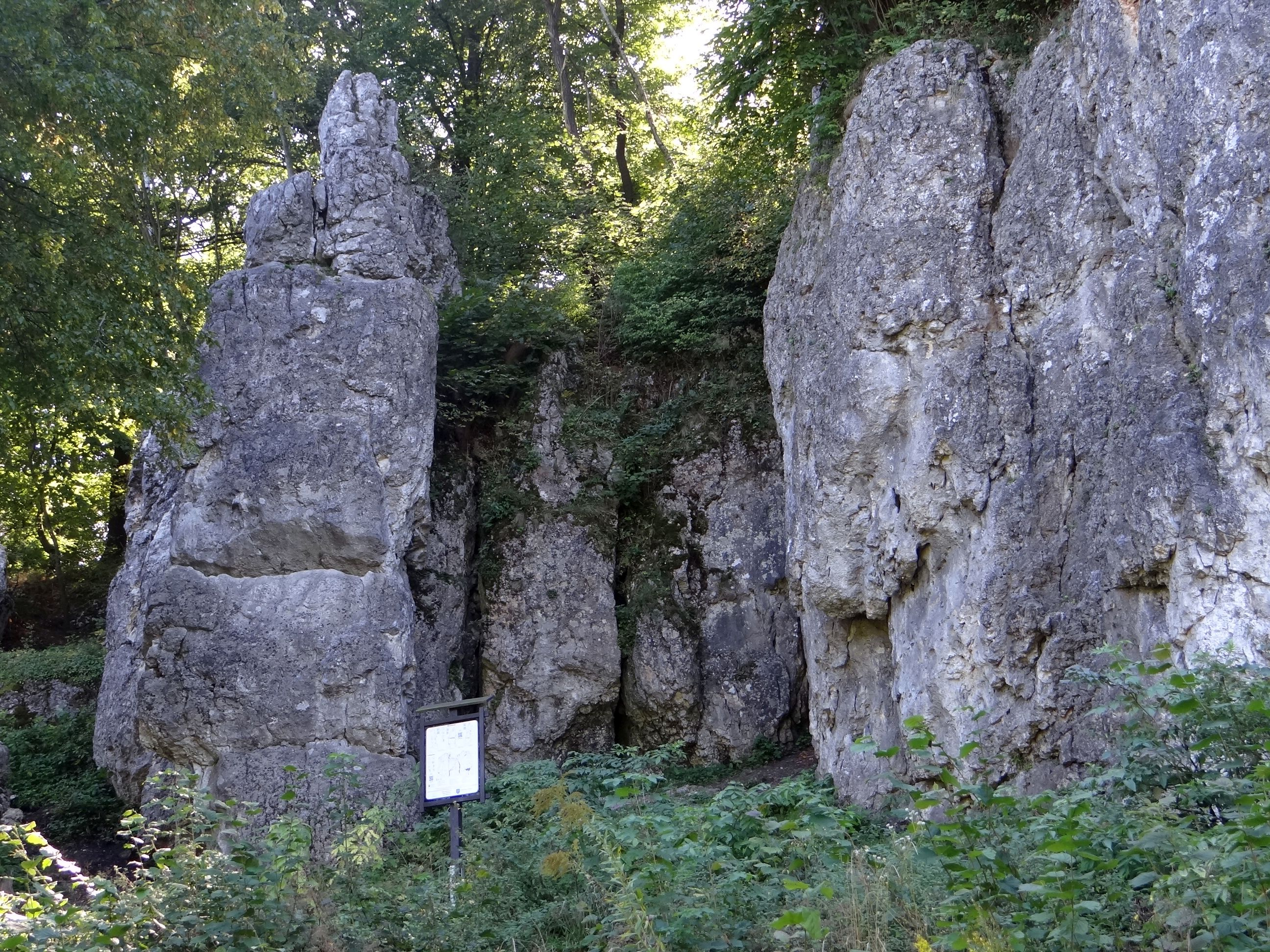
Mniszkowa po lewej stronie

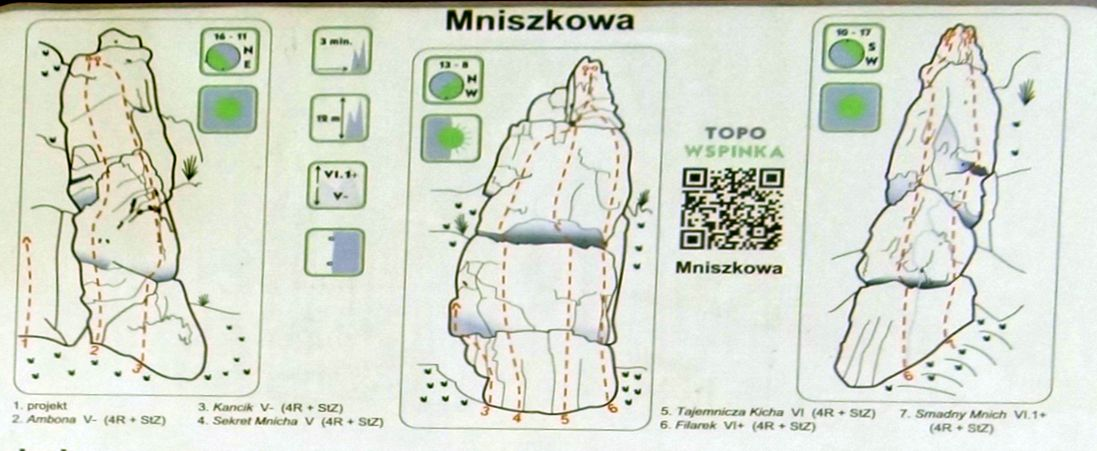
Skałoplan

Mniszkowa – skała w górnej części lewych zboczy Doliny Będkowskiej na Wyżynie Krakowsko-Częstochowskiej. Znajduje się w Grupie Łabajowej pomiędzy Nawratilową a Łabajową. Należy do najbardziej popularnych skał wspinaczkowych w całej Jurze. Jest bardzo dobrze przygotowana do wspinaczki; wszystkie drogi wspinaczkowe są obite, obok skały jest miejsce parkingowe, a pod skałą fundacja „Wspinka” zamontowała tablice ze skałoplanami i ławeczki. Skała znajduje się na terenie prywatnym, ale właściciel udostępnił ją do wspinaczki. Fundacja Wspinka na swojej stronie podaje warunki, pod jakimi można na niej uprawiać wspinaczkę.
Mniszkowa to zbudowana z wapieni skała o wysokości 10–12 m, o ścianach pionowych lub przewieszonych z filarem. Ściany wspinaczkowe o wystawie północnej. Jest 6 dróg wspinaczkowych o trudności od V- do VI.1+ w skali Kurtyki. Na wszystkich zamontowano stałe punkty asekuracyjne w postaci ringów (r) i stanowisk zjazdowych (sz). Jest też jeden projekt.

## Droga wspinaczkowa
1. Projekt
2. Ambona; V-, 4r + sz
3. Kancik; V-, 4r + sz
4. Sekret mnicha; V, 4r + sz
5. Tajemnicza kicha; VI, 4r + sz
6. Filarek; VI+, 4r + sz
7. Smadny mnich; VI.1+, 4r + sz[2].

Administracyjnie Mniszkowa znajduje się w granicach wsi Bębło w województwie małopolskim, w powiecie krakowskim, w gminie Wielka Wieś